# قادرپور ران
قادرپور ران (به انگلیسی: Qadirpur Ran) یک شهر در پاکستان است که در پنجاب واقع شده‌است. قادرپوران ۲۰۰٬۰۰۰ نفر جمعیت دارد.